# Mártonka (Ukrajna)
Mártonka, Kismártonka (ukránul: Мала Мартинка) falu Ukrajnában, Kárpátalján, a Munkácsi járásban.

## Fekvése
Szolyvától délkeletre, Malmos keleti szomszédjában fekvő település.

## Népesség
A 258 méter tengerszint feletti magasságban fekvő településnek a 2001 évi népszámláláskor 897 lakosa volt.